# Holdnaptár
A holdhónap (vagy szinodikus hónap) egy teljes holdciklus, ami átlagosan 29,53 napig tart. Az égbolton észlelhető legfeltűnőbb ciklikus jelenség (a Nap látszólagos mozgásán kívül), már az őskorban is ismert volt. A 30 000 évesre datált Abri Blanchard csont holdnaptárra utaló véseteket tartalmaz. A holdciklusok több naptárban központi szerepet játszanak, ezek közé tartozik a zsidó naptár és a muszlim naptár.

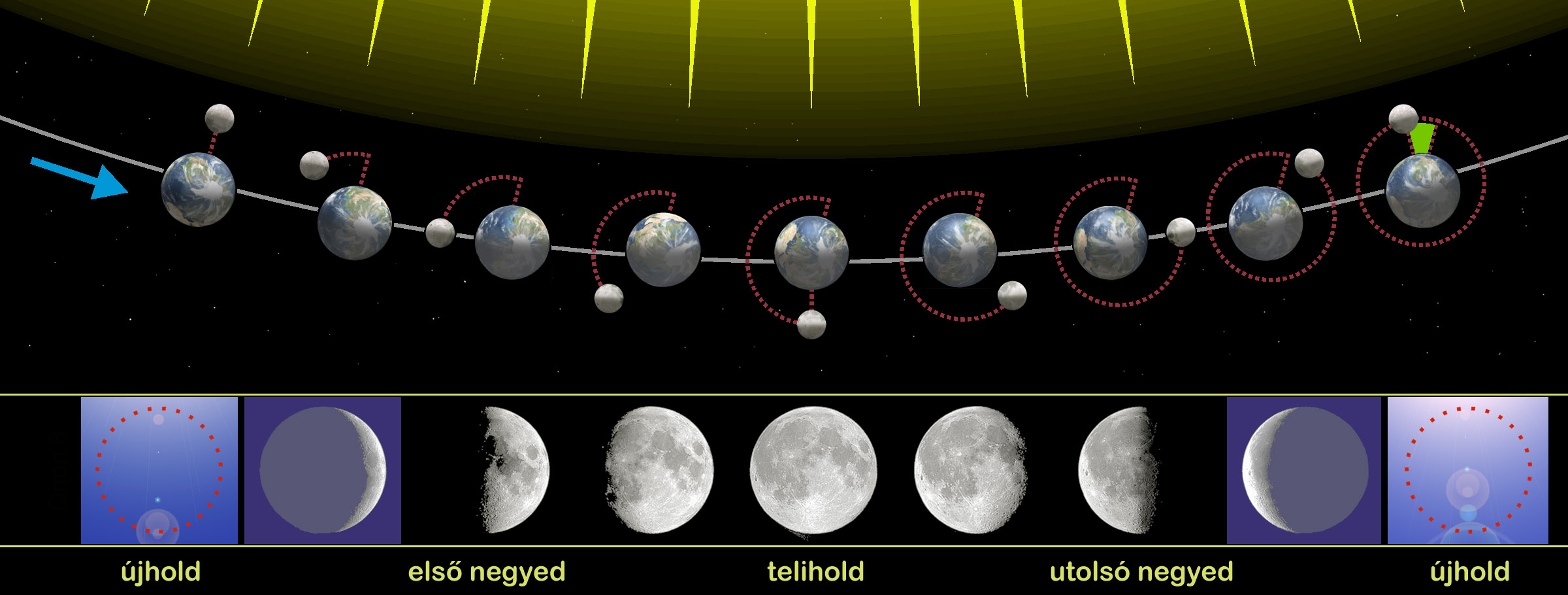
A Hold fázisai (a Föld és a Hold távolsága erősen torzított)

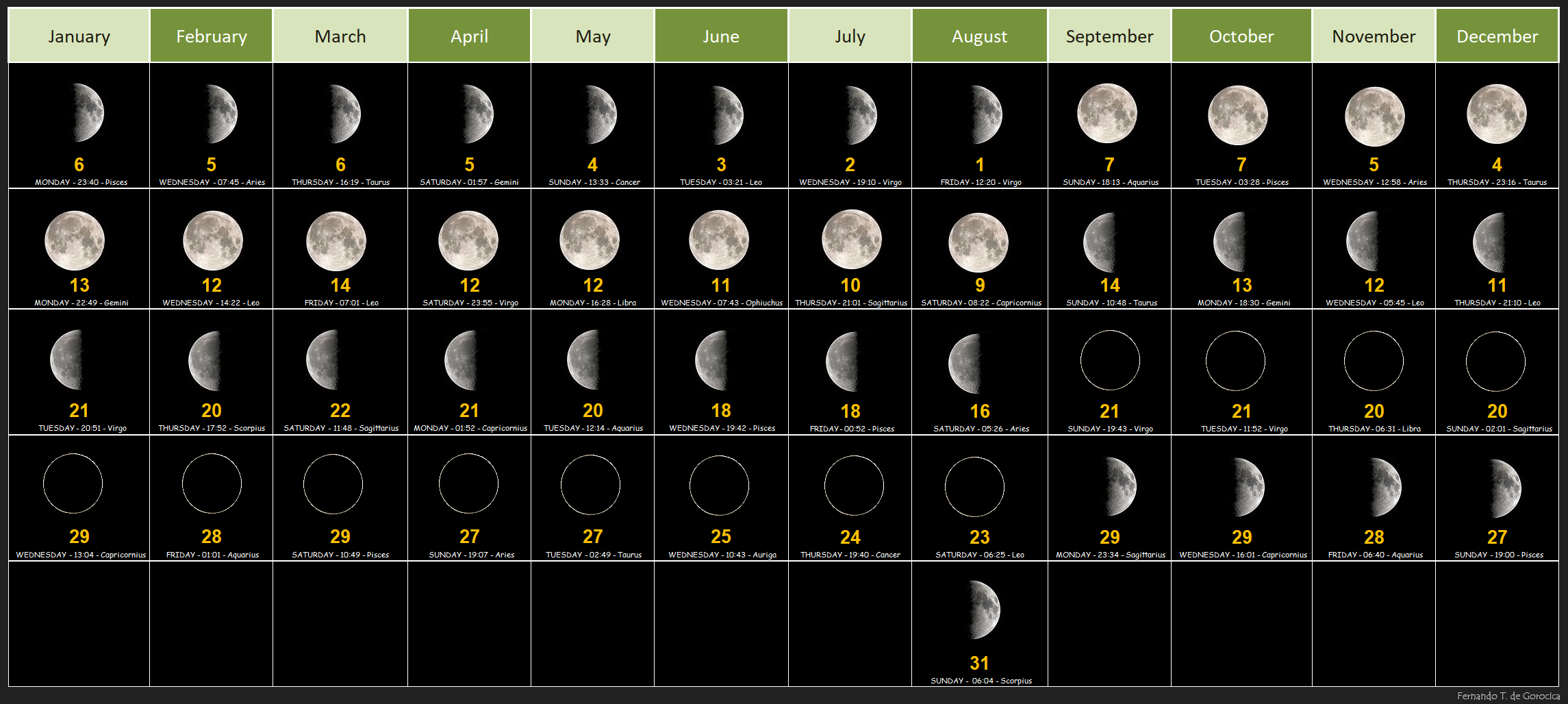
2025-ös holdnaptár

A legtöbb holdnaptárban az új holdhónap az újhold első feltűnésekor kezdődik. Ez egy jól meghatározható esemény, azonban ezzel kapcsolatban problémák is adódnak. Előfordul, hogy az égbolt éppen felhős és ezért az esemény nem látható. Az arab csillagászok már az ókorban szembesültek ezzel, és megoldásként eljárást dolgoztak ki, amivel az esemény ideje előre meghatározható volt. A jelenleg is széles körben alkalmazott algoritmus szerint az egymás után következő holdhónapok hossza meghatározott rendszerben 29 és 30 nap között váltakozik, azonban ennek menetén időről-időre kiigazítást kell végezni.
További problémát jelent a holdnaptárat összhangba hozni az évszakok által meghatározott évvel. Néhány holdnaptár, például az iszlám naptár ezt nem is veszi figyelembe, hanem attól „függetlenül” jár. Egy iszlám évben 12 hónap és 354 nap van, így az év kezdete folyamatosan vándorol visszafelé. 1994-ben az iszlám újév június 11-re esett, 2004-ben február 22-re.
Azokat a naptárakat, amik a Hold fázisain alapulnak, de az év hosszát a Nap járásához igazítják, luniszoláris naptáraknak nevezik. Ezekben a naptárakban egy hónapot beiktatnak vagy elvesznek az évből.
Az év hosszának, illetve kitüntetett napjának meghatározására bizonyos csillagok vagy csillagképek kelését figyelték meg (helikális, vagyis a napfelkeltét közvetlenül megelőző, illetve akronikus, azaz a napnyugtát közvetlenül követő időszakban). 
Az ókori egyiptomiak például a Szíriusz csillag helikális kelését figyelték, ami egybeesett a Nílus áradásának kezdetével. Ha ez nem így történt, beiktattak egy plusz hónapot az új év kezdete előtt.
A hawaiiak és más polinéziaiak a Plejádok csillagkép helikális (néha akronikus) kelését használták hasonló célra.
Az ókori Görögországban a csillagok feltűnését vagy eltűnését az évszakokkal összekapcsoló gyakorlat az i.e. 8. századtól van dokumentálva a Hésziodosz által a parasztoknak készített almanachban. Ez a gyakorlat valószínűleg megelőzte a holdnaptár kialakulását.
Egy másfajta módszert dolgoztak ki Görögországban az i.e. 5. században. Ez a több évszázada ismert babilóni módszeren alapult, ami egyesítette a precíz megfigyeléseket az összetett aritmetikai számításokkal. Az eljárás lényege az a gyakorlatban igazolt megfigyelés, hogy 7 plusz hónap beiktatása 19 év alatt pontosan összhangba hozza a holdnaptárat az évszakok változásából adódó évvel. Az eltérés mindössze 0,2 nap, ami körülbelül 1 nap eltérést okoz 100 év alatt. Az elképzelést Görögországban Metón görög csillagász kezdte népszerűsíteni i.e. 432-ben, de azt csak i.e. 406-ban fogadták el hivatalosan. Alkalmazásának köre nem ismert. Az eljárás, illetve az időszak Metón-ciklus néven ismert.

## Külső hivatkozások
- Holdnaptár - jóidőt.hu